# Dědičná štola Kašpara Pluha
Dědičná štola Kašpara Pluha je historická odvodňovací štola v bývalém důlním revíru v Horním Slavkově a Krásně v okrese Sokolov v Karlovarském kraji. Štola odvodňovala především krásenské cínové doly ve Slavkovském lese. Pluhova štola sloužila několik století jako hlavní odvodňovací dílo slavkovského a krásenského revíru a jako hlavní revírní dílo byla udržována v provozuschopném stavu. Zejména byla stále kontrolována a prováděla se výměna výdřevy.
Od roku 1990 je štola chráněna jako technická kulturní památka České republiky.

## Historie
V místech, kde to dovoloval reliéf terénu, byla rudní ložiska ve Slavkovském lese otevírána a dobývána štolami. V počátcích sloužily štoly k geologickému průzkumu ložiska. Zvláštní význam měly dědičné štoly, které odvodňovaly hlavní doly. O jejich významu svědčí výnosy všech slavkovských báňských úřadů, vydávaných od roku 1507. Písemné doklady o starých štolách chybí a objevují se teprve na počátku 16. století.
Vzhledem k postupnému vyčerpávání povrchových partií ložisek bylo nutné těžit ze stále větších hloubek. Na cínových ložiskách v oblasti Horního Slavkova a Krásna probíhala od 13. století stále intenzivněji hlubinná těžba rud. To přinášelo při těžbě řadu problémů, z nichž jedním z nejpodstatnějších bylo odvodnění dolů. V třicátých letech 16. století se ukázalo, že dosavadní štoly nestačí odvodnit především nejvýznamnější ložiska v oblasti Hubského pně (též Huberova pně) do větší hloubky a na většině štol již musela být nasazena čerpadla na vodní pohon k odvodnění dobývek pod jejich úrovní.
Norimberské těžařstvo se rozhodlo za kapitálové účasti Hanse Schnöda, Kašpara Pluha a několika dalších investorů k vyražení nové dědičné štoly v údolí pod Horním Slavkovem. Štola měla podsednout doly v oblasti stříbrných žil a především hlavní cínová ložiska Hubský a Schnödův peň v hloubce okolo 110 metrů. Práce na štole byly zahájeny v roce 1539.
Štolu pojmenovali podle Kašpara Pluha a toto jméno jí zůstalo i po konfiskaci pluhovského majetku po stavovském povstání. Pro urychlení ražby jí byla udělena řada mimořádných výsad a daňových úlev, které byly po celé 16. století potvrzovány všemi českými panovníky.
Zprvu byla štola ražena v rule k pásmu stříbrných žil Barbora a Jiří. Odtud byla ražena směrem na Tříkrálovou žílu, později Josefskou, jejíž jámu Dreikönig podsedla v hloubce 62 metrů. V tomto úseku došlo k jejímu propojení s povrchem starou jámou Slazacker. Odtud již byla hlavní větev nasměrována přímo k Hubskému pni. Náklady se zpočátku hradily z výnosů získaných na stříbrných žilách. Po 48 letech nepřetržitých prací dosáhla čelba štoly dne 22. srpna 1587 Hubského pně a štola měla délku 3393 m. V ražbě se pokračovalo a na konci osmdesátých let 16. století byla délka štoly již 5800 metrů, čímž se zařadila mezi nejdelší česká i evropská důlní díla. Následovala ražba směrem k Schnödovu pni, kterého dosáhla roku 1591 a roku 1592 byla propojena se starší Schnödovou štolou. Práce na štole pokračovaly a v polovině 17. století se ještě prodloužila o 700 m dlouhou odbočku, takže v roce 1655 byla celková délka štoly 5920 metrů, včetně odboček, prorážek a sledných chodeb. Její hlavní čelba se nacházela v hloubce 117 metrů pod povrchem. Stará díla podsedla v hloubce zhruba 50 metrů.
Dále byla štola ražena na jih k Tříkrálové žíle. Tato žíla byla dobývána jámou Dreikönig, později Kaiser, kterou štola podsedla v hloubce 62 metrů. S ohledem na opuštění Hubského a Schnödova pně v 18. století bylo těžiště prací přesunuto na žilné pásmo. Proto byla z Pluhovy štoly vyražena přípojka k poměrně nové jámě Vilém (založená roku 1916), později zvané jáma Duriš a přejmenované zpět na původní název Vilém. V roce 1944 byla Pluhova štola z této jámy kontrolována dozorcem Dorschnerem, který ji popsal průchozí až k Hubskému pni.
Odvodňovací štola sloužila ještě ve 20. století pro potřeby odvodnění části dobývaného uranového revíru. V šedesátých letech 20. století byla zcela opuštěna a prakticky ponechána osudu. Bez pravidelné údržby se štola postupně samovolně zavalovala.

## Technické údaje

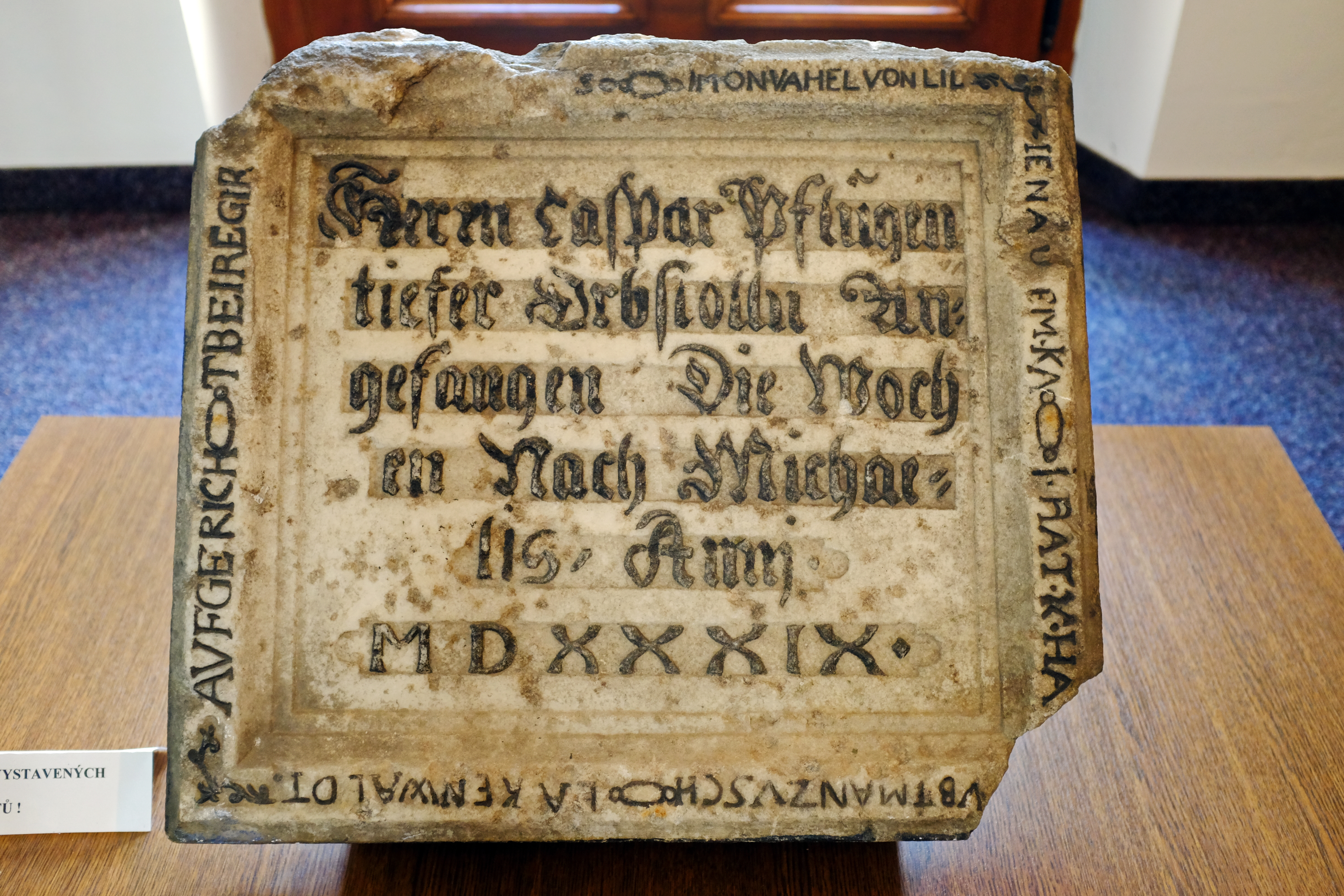
Originální deska z portálu, umístěná v expozici muzea v Horním Slavkově

Štola byla ražena pomocí mlátků a želízek v oválném, místy v lichoběžníkovém profilu o světlosti 0,8 x 3 metry. Jeden metr nad počvou byl proveden překlad z dřevěných prken, pod nímž proudila voda. Ještě v roce 1954 z ní vytékalo 3 000 l/min. V roce 1964 však již jen 5-6 l/min, což bylo způsobeno nepropustnými závaly na její trase. První úsek štoly je ražen ve směru jihojihovýchodním v délce 1340 m a je propojen s povrchem čtyřmi světlíky. Na křížení s žílou Jiří sleduje štola v délce 400 m tuto žílu do bezprostřední blízkosti jámy Vierfund. Mezi jámou Slazacker a Vierfund byla ve vzdálenosti 680 m naražena v padesátých letech 20. století chodbami šachty č. 3, jedné z nejdůležitějších šachet bývalých Jáchymovských dolů v Horním Slavkově, které Pluhovu štolu roce 1954 zpřístupnily. Štola podsedá stará díla v hloubce zhruba 50 metrů a směřuje na jih k Tříkrálové žíle. Tato žíla byla dobývána jámou Dreikönig. Deset metrů za touto jámou se rozdvojuje a hlavní větev pokračuje do dobývacího prostoru Krásno, směrem k Hubskému pni. Druhá větev směřuje k Vysokému kameni. Je dlouhá 700 m a pouhých 20 m před očekávanou prorážkou byla ražba roku 1796 zastavena. Další úsek hlavní větve štoly prochází v jihozápadním směru podél Hubského pně a jsou z něj vyraženy přípojky k jámě Altwasser a Kophan. Pak se štola přibližuje ke Schnödovu pni a protíná jej v délce 110 m. Odtud postupuje k dolu Anselm a Kreuz, aby podsedla práce na žilném pásmu Gellnauer. Za dolem Kreuz vyřizuje žílu Marie a Gellnauer a je z ní rozražena řada sledných chodeb po žíle Rudolfově a dalších žílách. Větší odbočka byla vyražena k jámě Vilém.
Ústí štoly je zpevněno kamenným portálem, který pochází z 19. století. Pravděpodobně byl o několik metrů posunut směrem zpět proti toku důlních vod. Portál byl osazen renesanční mramorovou pamětní deskou z roku 1539 a novější deskou s bronzovou rakousko-uherskou orlicí. Deska z 16. století byla z portálu sejmuta pravděpodobně ve dvacátých letech 20. století a umístěna v městském muzeu v Horním Slavkově, jehož sbírky později přešly do správy Okresního muzea Sokolov. Deska s bronzovou rakousko-uherskou orlicí byla po 1. světové válce úmyslně zničena jako památka na mocnářství a později nahrazena kamennou deskou. Roku 1998 renovovala portál štoly firma DIAMO a Okresní muzeum Sokolov jej vybavil nově zhotovenou kopií původní mramorové desky z roku 1539. Originál mramorové desky je umístěn v expozici hornoslavkovského muzea.

## Dostupnost
Ústí štoly se nachází vlevo od silnice ve směru z Horního Slavkova do Lokte, asi tak 1,5 km pod Horním Slavkovem a 20 m od silnice. U silnice v blízkosti potoka Stoka se nachází malé parkoviště s informační tabulí. Vlastní štola je však nepřístupná.